# Sant Climent Sescebes
Sant Climent Sescebes è un comune spagnolo di 408 abitanti situato nella comunità autonoma della Catalogna.